# Списак места Светске баштине у Бугарској
У Бугарској је уписано десет локалитета на Листу светске баштине. Организација Уједињених нација за образовање, науку и културу (УНЕСKО) означава места Светске баштине од изузетне универзалне вредности за културну или природну баштину која су номиноване од стране земаља потписница Конвенције о Светској баштини УНЕСКО-а, установљене 1972. године. Културно наслеђе се састоји од споменика (као што су архитектонска дела, монументалне скулптуре или натписи), групе зграда и локалитета (укључујући археолошка налазишта). Природне карактеристике (које се састоје од физичких и биолошких формација), геолошке и физиографске формације (укључујући станишта угрожених врста животиња и биљака) и природни локалитети који су важни са становишта науке, очувања или природне лепоте, дефинишу се као природне наслеђе. Бугарска је прихватила Конвенцију о светској баштини УНЕСКО-а 7. марта 1974. године, чиме су њена историјска места постала подобна за укључивање на листу.
Прва четири локалитета из Бугарске уписана су 1979. године: Бојанска црква, Мадарски коњаник, Цркве уклесане у стенама код Иванова и Трачанска гробница у Казанлаку. Још четири локалитета уписана су 1983. године, један 1985. и најновији 2017. године. Седам од ових локалитета су културна добра, а три природна. Постоји један транснационални локалитет, првобитне и историјске букове шуме Карпата и других региона Европе, који се дели са још 17 земаља. Поред тога, Бугарска има 16 локалитета на прелиминарној листи.

## Локалитети
УНЕСКО наводи локалитете под десет критеријума; сваки унос мора да испуњава бар један од критеријума. Критеријуми од I до VI су културни, а од VII до X су природни.
| Локалитет                                                         | Фотографија                                                              | Локација              | Година уписа | Подаци УНЕСКО-а                 | Опис |
| ----------------------------------------------------------------- | ------------------------------------------------------------------------ | --------------------- | ------------ | ------------------------------- | --- |
| Црква Бојана                                                      | Унутрашњост цркве са фрескама                                            | Софија                | 1979.        | 42; ii, iii (култура)           | Бугарска православна црква Бојана, смештена на ободу Софије, састоји се од три зграде. Први део подигнут је у X веку, други у XIII веку, а трећи почетком XIX века. Зидне слике из свих периода су очуване, било у целини или у фрагментима, и пажљиво су рестауриране у XXI веку. Фреске из средине XIII века, које је наручио Калојан Севастократор, издвајају се као највреднији уметнички допринос овог комплекса                                                    |
| Мадарски коњаник                                                  | Камени рељеф коњаника                                                    | Шуменска област       | 1979.        | 43; i, iii (култура)            | Мадарски коњаник је камени рељеф који представља витеза на коњу, који тријумфује над лавом, а прати га птица и пас. Урезан је у стени високој 100 м, на висини од 23 м, недалеко од села Мадара. Потиче са почетка 8. века, када је Мадара било свето место Првог бугарског царства. У близини рељеф налазе се натписи на средњовековном грчком, који описују догађаје из ране бугарске државе и њених кхана.                                                            |
| Трачка гробница у Казанлаку                                       | Painted ceiling in a round shape, depicting people and horses            | Старозагорска област  | 1979.        | 44; i, iii, iv (култура)        | Гробница потиче из хеленистичког периода, с краја IV века пре нове ере. Реч је о гробници у облику кошнице (толос), са уским коридором и одајом за сахрањивање. Фреске у гробници приказују трачку културу и погребне обичаје. Гробница је део веће некрополе, која се налази близу античког трачког града Сеутопоља, престонице краља Сеута III. Поново је откривена 1944. године, а фреске су изузетно добро очуване.                                                  |
| Камене цркве у Иванову                                            | Фреска која приказује библијску сцену                                    | Русенска област       | 1979.        | 45; ii, iii (култура)           | У XII веку, калуђери су почели да уређују цркве, ћелије и манастире у стенама изнад реке Русенски Лом, недалеко од села Иваново. Фреске из XIV века, из периода Другог бугарског царства, представљају неке од најлепших примера палелаугског стила и представљају одступање од раније византијске иконографије, како у композицији, тако и у мотивима. |
| Рилски манастир                                                   | Црква са фрескама, двориште са туристима испред                          | Ћустендилска област   | 1983.        | 216; vi (култура)               | Манастир је основан у X веку од стране Светог Јована Рилског и био је важан духовни и културни центар Бугарске током векова. Посебно је био значајан као хришћански центар током османске владавине у Бугарској. Манастир је био уништен у пожару почетком XIX века, а обновљен је између 1834. и 1862. године, у време бугарског националног препорода. |
| Антички град Несебар                                              | Црква од цигле у православном стилу                                      | Бургаска област       | 1983.        | 217; iii, iv (култура)          | Приморски град Несебар започео је као трачко насеље, а постао је грчка колонија на Црном мору у VI веку пре нове ере. Већина остатака потиче из хеленистичког периода, укључујући акропољ и храм Аполона. Град је био важан византијски хришћански центар у Средњем веку; из овог периода су остале базилика и тврђава. У XIX веку изграђене су дрвене куће у стилу бугарског националног препорода.                                                                     |
| Сребарна природни резерват                                        | биљке и неке птице                                                       | Силистранска област   | 1983.        | 219bis; x (природа)             | Језеро Сребарна и околна мочварна подручја близу реке Дунав важна су станишта за птице, било као место за гнежђење, зимовање или као одмориште на миграционом путу. На том подручју забележено је 178 врста, укључујући неке које су угрожене. Језеро је дом највеће колоније далматинских пеликана у Бугарској. Мања измена граница резервата извршена је 2008. године.                                                                                                 |
| Национални парк Пирин                                             | Поглед са висине на планине, шуму и језеро                               | Благоевградска област | 1983.        | 225bis; vii, viii, ix (природа) | Национални парк у планинама Пирин обухвата различите типове планинских станишта, од борових шума, алпских ливада и високих планина, са највишим врхом на 2.914 м. Овај парк је дом многих биљних и животињских врста, укључујући смеђег медведа и вука. Границе локалитета су проширене 2010. године. |
| Трачка гробница у Свештарију                                      | Унутрашњост гробнице са каменим рељефима који представљају женске фигуре | Разградска област     | 1985.        | 359; i, iii (култура)           | Трачанска гробница потиче из III века пре нове ере и поново је откривена 1982. године. Декорација је изузетно добро очувана и представља ретки пример трачке архитектуре. Она представља локалну уметност Гета, инспирисану хеленизмом. Истакнут елемент гробнице су 10 карјатидa које су напола жене, напола биљке. |
| Прастаре и првобитне букове шуме Карпата и других региона Европе* | Букова шума                                                              | неколико локалитета   | 2017.        | 1133ter; ix (природа)           | Првобитне букове шуме користе се за проучавање ширења европске буке (Fagus sylvatica) на Северној хемисфери у различитим окружењима и утицаја животне средине на шуме. Овај локалитет дели се са још 17 европских земаља. Први пут је уписан 2007. године у Румунији и Украјини, затим је проширен 2011. године, поново 2017. године, када су додана девет својстава у оквиру Националног парка Централни Балкан у Бугарској, а последње проширење било је 2021. године. |

## Тентативна листа
Поред локалитета уписаних на Листу светске баштине, државе чланице могу да одржавају листу пробних локација које могу да размотре за номинацију. Номинације за Листу светске баштине се прихватају само ако је локација претходно била наведена на тентативној листи. Бугарска има 16 добара на својој прелиминарној листи.
| Име места | Фотографија                                                | Локација                                                 | Година уписа | Подаци УНЕСКО-а            | Опис |
| --- | ---------------------------------------------------------- | -------------------------------------------------------- | ------------ | -------------------------- | --- |
| Два неолитска насеља са потпуно очуваним ентеријером, домаћинским намештајем и посуђем                       |                                                            | Старозагорска област                                     | 1984.        | iii, iv (култура)          | Ова номинација обухвата два неолитска насеља, која датирају из 6. миленијума пре нове ере, а данас се налазе у граду Стара Загора. Они су изузетно добро очувани, најбоље на свету из тог периода. На локалитету су пронађени разни домаћински алати, укључујући керамику, украсе, камене алате, ручне млинове, као и очуване пећи. Изнад локалитета је сада изграђен посвећени музеј који омогућава приступ посетиоцима |
| Пећина Магура са цртежима из бронзаног доба                                                                  | Зидни цртежи који приказују људе и животиње                | Видинска област                                          | 1984.        | (култура)                  | Пећина, која се налази близу села Рабиша, има неколико доступних хала и галерија. Била је насељена током бронзаног и раног железног доба. У пећини су сачувани остаци насеља, као и зидни цртежи који су вероватно имали ритуалну природу. |
| Антички град Никопољ код Иструма                                                                             | Руине капије и улице                                       | Великотрновска област                                    | 1984.        | iii, iv (култура)          | Град је основао римски цар Трајан почетком 2. века нове ере, након Дакијских ратова. Град је имао ортогонални план и био је окружен утврђеним зидинама. Ковао је своје новчиће. Током византијског периода, град је био епископски центар, све док није био уништен од стране Авара крајем VI века. |
| Касноантичка гробница у Силистри                                                                             | Мала зграда од камена                                      | Силистранска област                                      | 1984.        | i, iii (култура)           | Ова римска гробница, која датира из IV века нове ере, налази се у граду Силистра. То је ретки добро очувани пример касноантичког сликања, са зидовима који су у потпуности прекривени фрескама израђеним техником фреско-сека. Фриз који пролази дуж зидова гробнице садржи 11 панела на којима су портрети мушких и женских робова који доносе разне дарове и одећу својим господарима.                                 |
| Бачковски манастир                                                                                           | Унутрашње двориште манастира                               | Пловдивска област                                        | 1984.        | i, iv, vi (култура)        | Манастир је основан у XI веку и један је од најстаријих манастира на Балкану. Представља јединствену комбинацију три културе током Средњег века: бугарске, византијске и грузинске. Осуаријум садржи остале из оригиналног манастира, док је црква Светих Архангела изграђена између XII и XIV века, а рефекторијум у XVII веку. У манастиру су очуване неке фреске из различитих периода.                               |
| Град Мелник и манастир Рожен                                                                                 | Манастир Рожен и брда у позадини                           | Благоевградска област                                    | 1984.        | i, iv (култура)            | Ова номинација обухвата средњовековни град Мелник, тврђаву изнад њега и оближњи манастир. Налази се у окружењу које је окружено природним песковитим пирамидама. Манастир је основан у Средњем веку и очувао је делове изграђене од XVI до XIX века, са фрескама и дрвеним олтарима. |
| Парк природе Русенски Лом                                                                                    | Шума изнад кањона                                          | Русенска област                                          | 1984.        | (природа)                  | Кањон реке Русенски Лом је дом за неколико врста птица, као што су сокол соколов, египатски лешинар, златни ороо и дугодлаки јастреб. |
| Антички Пловдив                                                                                              | Делимично реконструисано римско позориште, поглед на сцену | Пловдивска област                                        | 2004.        | ii, iv, vi (култура)       | Град Пловдив се налази на важном коридору кроз Балкан. Локалитет је насељен још из праисторије. Међу споменицима града налазе се римско позориште (на слици) и стадион из класичне антике, остаци из средњовековног периода, куће у османском стилу и зграде у стилу бугарског националног препорода. |
| Трачанска гробница са зидним сликама поред села Александрово                                                 | Фреска која приказује лов на вука                          | Хасковска област                                         | 2004.        | i, ii, iii (култура)       | Трачанска гробница, која се налази близу села Александрово, изграђена је у другој половини IV века пре нове ере. И антекамера и главна комора декорисани су добро очуваним фрескама. Сцене приказују лов на вука и јелене. |
| Парк природе Врачански Балкан                                                                                | Каменит пејзаж                                             | Врачанска област                                         | 2011.        | vii, viii, ix, x (природа) | Резерват, који се налази у западном делу Балканских планина, има неколико карстних формација, као што су јаме, кањони и пећине. Стене у кањону Вратсата достижу висину од 450 м. Подручје је такође важно за биодиверзитет, са медитеранским и субмедитеранским биљним врстама које расту на кречњачком терену, далеко од граница Медитерана.                                                                            |
| Стене Белоградчика                                                                                           | Камените формације                                         | Видинска област                                          | 2011.        | vii, viii (природа)        | Ова номинација обухвата песковите и кречњачке камене формације близу града Белоградчика. Неке од формација су више од 20 м високе. Оне имају различите облике које су људи упоредили са људским фигурама или животињама. |
| Национални парк Централни Балкан                                                                             | Дрвеће испред, снежни планини у позадини                   | Покрајине Ловеч, Габрово, Софија, Пловдив и Стара Загора | 2011.        | vii, viii, ix, x (природа) | Национални парк покрива појас од 85 км Балканских планина. Обухвата различите станишта, укључујући шуме, ливаде, планинске пашњаке и камене врхове високе до 2.376 м. Подручје садржи неколико прашумских европских букви (Fagus sylvatica) и дом је неколико ендемских биљних врста. |
| Природни споменик Побити Камани                                                                              | Камените формације                                         | Варненска област                                         | 2011.        | vii, viii (природа)        | Ова номинација обухвата неколико група кречњачких камених формација, створених ерозионим процесима из еоценских седимената. Налазе се дуж обале Црног мора у пејзажу који подсећа на пустињу. Теорија сугерише да су неке од ових структура настале око природних излаза метана. |
| Краљевска некропола трачког града Севтополиса – серијски локалитет, проширење Трачанске гробнице у Казанлаку | Улаз у гробницу, у камену                                  | Старозагорска област                                     | 2016.        | i, ii, iii, iv (култура)   | Ова номинација представља проширење постојећег локалитета Светске баштине Трачанска гробница у Казанлаку. У номинацији се налази осам гробница. Оне су део некрополе која се налази близу античког трачког града Севтополиса, престонице краља Севтеса III. Гробнице потичу из IV и III века пре нове ере и приказују мешавину трачких и хеленистичких утицаја. На слици је Трачанска гробница Голема Арсеналка.         |
| Бискупска базилика и касноантичке мозаике Филипополиса, Римска провинција Тракија                            | Мозаик који приказује птице код фонтане                    | Пловдивска област                                        | 2018.        | ii, iii, iv, vi (култура)  | Базилика и две друге зграде у овој номинацији, које датирају од II до VI века, налазиле су се у граду Филипополису (данашњи Пловдив), важном граду Римског царства. Подни мозаци у базилици, који су откопани од 1980-их година, представљају неке од највећих колекција ранохришћанских мозаика који су очувани на свом изворном месту.                                                                                 |
| Границе Римског царства – Дунавски лимес у Бугарској*                                                        | Руине, црквени свод од опеке                               | неколико градова                                         | 2020.        | ii, iii, iv (култура)      | Ово је транснационална номинација која обухвата локалитете са римским утврђењима дуж реке Дунав. На слици су руине у Ратиарији. |